# Julius von Schlosser
Julius von Schlosser (Viena, 23 de septiembre de 1866 - Viena, 1 de diciembre de 1938), cuyo nombre completo Julius Alwin Franz Georg Ritter von Andreas Schlosser, es un historiador de arte, medievalista y modernista de la escuela de Viena. Estudió diferentes vertientes de la historia del arte, centrándose especialmente en el arte medieval y defendiendo la idea de que el hecho artístico no debe juzgarse ni defenderse, sólo comprenderse. Según Gombrich era “Una de las más distinguidas personalidades de la historia del arte”
Su extensa obra está publicada principalmente en alemán e italiano. Es particularmente conocido por su libro La literatura artística (Die Kunstliteratur) publicado en 1924, una bibliografía crítica de fuentes. Este libro, sin embargo, no es una antología, ya que no contiene extractos de texto sino una crítica de ellos. Refleja la renovación del estudio de las fuentes de la Historia del Arte 
De 1884 a 1887, Schlosser estudió filología, historia del arte y arqueología en la Universidad de Viena. En 1888, completó su tesis sobre claustros medievales supervisado por Franz Wickhoff. En 1901, fue nombrado profesor y director de la colección de escultura en Viena. En 1919 se convirtió en miembro de la Academia de Ciencias de Austria. Después de la inesperada muerte de Max Dvořák en 1921, presidió el segundo departamento de Historia del Arte de la Universidad de Viena,  mientras su colega y rival, Josef Strzygowski presidía el primer departamento.   Schlosser se jubiló en 1936.
Falleció el 1 de diciembre de 1938 y está enterrado en el cementerio central de Viena
Dentro de la extensa lista de discípulos suyos, encontramos destacados historiadores del arte como Otto Kurz, que puso al día la tercera edición italiana de La literatura artística . Ernst Kris, Ernst Gombrich, Otto Pächt, Hans Sedlmayr, Fritz Saxl, Ludwig Goldscheider, Charles de Tolnay.
Según Ernst Gombrich:

Schlosser era un auténtico estudioso, si los ha habido, y su relación viva con el pasado le hacía difícil aceptar que una generación más joven pretendiera haber cumplido la tercera y más difícil exigencia de Vasari: explicar las causas y las raíces del arte mediante una "ciencia del arte", una nueva Kunstwissenschaft. Mis simpatías, por entonces, estaban divididas, pero hoy pienso que el suave escepticismo de Schlosser estaba justificado .

## Obras
- La literatura artística: manual de fuentes de la historia moderna del arte Cátedra, 1976 ISBN 84-376-0082-0
- Las cámaras artísticas y maravillosas del renacimiento tardío Akal 1988 ISBN 978-84-7600-252-0